# Vincent Ponte
Vincent Ponte (27 octobre 1919 – 9 février 2006) est un urbaniste moderniste établi à Montréal et né à Boston.
Diplômé de Harvard, Vincent Ponte a travaillé pour le cabinet d'architecte I. M. Pei. Il a réalisé les plans directeurs de la Place Ville-Marie et de la Place Bonaventure à Montréal. Il a également conçu les projets de galeries commerciales à Montréal (la fameuse « ville souterraine ») et à Dallas.